# Glypta aprilis
Glypta aprilis là một loài tò vò trong họ Ichneumonidae.